# La Serrada
La Serrada är en ort i Spanien.   Den ligger i provinsen Provincia de Ávila och regionen Kastilien och Leon, i den centrala delen av landet, 90 km väster om huvudstaden Madrid. La Serrada ligger 1 112 meter över havet och antalet invånare är 134.
Terrängen runt La Serrada är varierad. Runt La Serrada är det ganska glesbefolkat, med 48 invånare per kvadratkilometer. Närmaste större samhälle är Ávila, 8,4 km öster om La Serrada. Trakten runt La Serrada består till största delen av jordbruksmark.